# Godod
Godod est une localité de la province de Zamboanga du Nord, aux Philippines. En 2015, elle compte 17 424 habitants.